# هانس وایمار
هانس وایمار (انگلیسی: Hans Weymar; ۱ فوریهٔ ۱۸۸۴ – ۴ ژوئیهٔ ۱۹۵۹) بازیکن فوتبال اهل آلمان بود.
از باشگاه‌هایی که در آن بازی کرده‌است می‌توان به اشاره کرد.
وی همچنین در تیم ملی فوتبال آلمان بازی کرده‌است.